# 真珠・野沢オークレアー
真珠・野沢オークレアー（しんじゅ・のざわオークレアー、Shinju Nozawa-Auclair、1993年10月29日 - ）は、アメリカ合衆国の女性総合格闘家。カリフォルニア州サンフランシスコ出身。PRIDEに参戦したことがあり元UFCファイターのギルバート・メレンデスのジム「エルニーニョ・トレーニングセンター」でトレーニングを受けている。真珠・野沢オークライヤーとも表記される。

## 来歴
アメリカのニューヨークで生まれサンフランシスコで育った。9歳から空手（USA大山空手）を始める。18歳の頃に、UFCをよく見ていて、かっこいいと憧れたが、その時は忙しくジムに通うことができなかった。20歳の時にミシガン州へ引っ越すと、友達が誰もいなく自由な時間が沢山できたため、思い切ってボクシングを始めたところ格闘技が凄く好きになり、看護師を目指して通っていた大学を中退、周りから「アグレッシブなファイトスタイルがMMA（総合格闘技）向きだ」と言われたことで総合格闘技に転向した。

### 総合格闘技
ミシガン州にあるボクシングジムでボクシングをやっていたが、総合格闘技ジムの「スコーピオ・ファイティング・システム・ジム」に出稽古に行き、後にUFCファイターになるアマンダ・ボビー・クーパーのボクシングのスパーリングパートナーを務めたことが刺激となり、真珠もスコーピオジムでトレーニングするようになると総合格闘技への情熱が芽生え始め、元々ミシガン州へは付き合っていた彼氏の都合で転居してきていたが破局後もカリフォルニア州へは帰らずミシガン州に残って総合格闘技デビューを目指すことを決めた。
2017年2月に5戦全勝の格上の選手を相手にアメリカでアマチュア総合格闘技デビューを果たし、判定勝利。この模様は日本テレビの『有吉ゼミ』が密着取材をして放送され話題を呼んだ。アメリカでも試合前からFox ニュースの番組に招かれてインタビューを受け、試合の模様も地元メディアや格闘技サイトで取り上げられた。
同年3月の2戦目は、試合の開催地・オハイオ州では禁止されている首から上へのハイキックを放ってしまい反則負けとなるも、3戦目はグラウンドパンチで1ラウンドTKO勝利した。
2017年7月30日、RIZIN FIGHTING WORLD GRAND-PRIX 2017 1st ROUND -夏の陣-でプロデビュー。アマチュアの総合格闘技、キックボクシング、ボクシングの試合で合わせて40戦以上の試合経験があるシーナ・スターと対戦し、腕ひしぎ十字固めで一本勝ちを収めた。
2017年12月31日、RIZIN FIGHTING WORLD GRAND-PRIX 2017 Final ROUNDでアマチュア時代に反則負けをしたチェルシー・ラグラースと再戦し、三角絞めに捉えられ苦しい状況となるが、腕を抜いて何とか立ち上がると、打撃のラッシュで形勢を逆転、寝技の展開に持ち込んで変形の腕ひしぎ十字固めで一本勝ちを収め、リベンジを果たした。一夜明け会見で、試合前の練習で右ひじの靱帯を断裂したたまま試合に挑んでいたことを明かし、手術を受けるため復帰は秋以降となる見通しを示した。

## 人物
- 母はタレントの野沢直子、祖父は馬主法人「東京ホースレーシング」創業者の野沢直哉、叔父はクリエイティブディレクターの野澤直龍。曾祖父は作家の陸直次郎、大叔父（祖父の弟）は声優の野沢那智、従兄弟叔父（那智の長男）は俳優の野沢聡。父はフランス系アメリカ人。他に妹と弟がいる。
- 娘の真珠が格闘技をやることについて、今では両親どちらも応援しているが、最初はボクシング経験者の父は「顔を殴られたらすぐ辞めるだろう」と思っていた。母の直子は娘が殴られるところや血が出るところを見たくなかったので「よりによって格闘家なの？」と複雑な心境だったが、幼い頃から子どもたちに「自分が本当にやりたいことを見つけてほしい」とよく言っていたこともあり、真珠が本当に好きな道を見つけて躊躇なく飛び込んだことが嬉しく、反対はしなかった[6][18][19]。
- 真珠本人は格闘技をやっていることについて、「野蛮な人だと思われるかもしれないですけど、人として闘争本能があるのは、ごく自然なことじゃないですか。だから、その能力を試すのは、私は人としてごく普通だと思うんです。」と語っている[12]。
- 母・直子のブログを見て真珠の総合格闘技デビューを知った日本のテレビ制作会社から有吉ゼミで密着取材をしたいと申し入れがあった際に、真珠はそれまで意識的に母親の威光を避けてきていたため、密着取材を受け入れることに葛藤があったと語っている[8]。
- 実家のガレージを部屋代わりにして生活しているが、父のDIYで床にマットを敷いて天井からはサンドバッグを吊り下げ、壁には多数の格闘技用品が掛かっており、真珠はもちろん真珠の影響で格闘技を始めた家族のトレーニングルームと化している[20]。
- 4年間の高校を成績が良かったことで飛び級制度を使って2年早く終わらせ卒業している。また、パティシエの修行をしていたことがあり、オーナーに見込まれ、小さなレストランのマネージャーを任されていた[21]。
- 2017年9月12日に母・野沢直子のInstagramにおいて、「うちとしてはオークレアーと発音してるのですが、メディアのどなたかが記事に書くとき、オークライヤーて書いたのがきっかけでオークライヤーが定着してしまって。私としては、ちょっと違和感なんですけど、もうオークライヤーに合わせようかな、、て思ってます。笑」と名字が誤記されたことについて記載がされている[22]。
- 2023年12月3日、第一子を出産したことを自身のInstagramにて報告した[23]。

## 戦績

### プロ総合格闘技
| 総合格闘技 戦績 | 総合格闘技 戦績 | 総合格闘技 戦績 | 総合格闘技 戦績 | 総合格闘技 戦績 | 総合格闘技 戦績 | 総合格闘技 戦績 |
| --------------- | --------------- | --------------- | --------------- | --------------- | --------------- | --------------- |
| 3 試合          | (T)KO           | 一本            | 判定            | その他          | 引き分け        | 無効試合        |
| 2 勝            | 0               | 2               | 0               | 0               | 0               | 0               |
| 1 敗            | 0               | 1               | 0               | 0               | 0               | 0               |

| 勝敗 | 対戦相手               | 試合結果                     | 大会名                                                  | 開催年月日     |
| ×    | ヤスティナ・ハバ       | 2R 3:41 リアネイキドチョーク | RIZIN.14                                                | 2018年12月31日 |
| ○    | チェルシー・ラグラース | 1R 4:47 腕ひしぎ十字固め     | RIZIN FIGHTING WORLD GRAND-PRIX 2017 Final ROUND        | 2017年12月31日 |
| ○    | シーナ・スター         | 1R 1:50 腕ひしぎ十字固め     | RIZIN FIGHTING WORLD GRAND-PRIX 2017 1st ROUND -夏の陣- | 2017年7月30日  |

### アマチュア総合格闘技
| 総合格闘技 戦績 | 総合格闘技 戦績 | 総合格闘技 戦績 | 総合格闘技 戦績 | 総合格闘技 戦績 | 総合格闘技 戦績 | 総合格闘技 戦績 |
| --------------- | --------------- | --------------- | --------------- | --------------- | --------------- | --------------- |
| 3 試合          | (T)KO           | 一本            | 判定            | その他          | 引き分け        | 無効試合        |
| 2 勝            | 1               | 0               | 1               | 0               | 0               | 0               |
| 1 敗            | 0               | 0               | 0               | 1               | 0               | 0               |

| 勝敗 | 対戦相手               | 試合結果          | 大会名                                  | 開催年月日    |
| ○    | アリッサ・ローレンス   | 1R 2:45 TKO       | KOP 56 - KnockOut Promotions 56         | 2017年6月17日 |
| ×    | チェルシー・ラグラース | 1R 2:58 反則      | RFO - Big Guns 23: Battle for the Belts | 2017年3月25日 |
| ○    | ラーキン・ダッチェ     | 3分3R終了 判定3-0 | IFL 66 - Last Show at the Joe           | 2017年2月4日  |